# René Morel

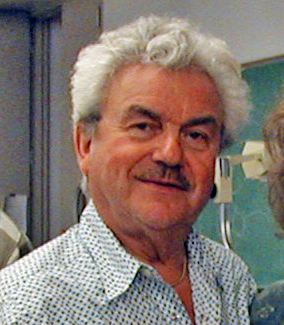
René Morel (2004)

René A. Morel (* 11. März 1932 in Mattaincourt; † 16. November 2011 in Wayne/New Jersey) war ein französisch-amerikanischer Geigenbauer.
Morel entstammte mütterlicher- wie väterlicherseits Geigenbauerfamilien, deren Tradition sich bis ins 18. Jahrhundert zurückverfolgen lässt. In die Anfangsgründe des Geigenbaus wurde er von seinem Großvater eingeführt, bevor er zwölfjährig seine Ausbildung bei einem Cousin begann. Er arbeitete dann bei Amédée Dieudonne in Mirecourt und bei Marius Didier und Bossard Bonnel in Rennes, wo er jede Woche zwei Geigen baute.
Nach dem Dienst bei den Französischen Luftstreitkräften ging er Anfang der 1950er Jahre nach Chicago, wo er für Kagan and Gaines arbeitete. Ab 1955 arbeitete er mit Simone F. Sacconi bei Rembert Wurlitzer. Eine eigene Werkstatt eröffnete er 1964 bei Jacques Français, Rare Violins Inc., ab 1994 unter dem Namen René A. Morel Rare Violins. Von 2008 bis zu seinem Tod arbeitete er mit dem Unternehmen Tarisio zusammen.
Morel galt als hervorragender Restaurator. Musiker wie Mischa Elman, Isaac Stern, Itzhak Perlman und Pinchas Zukerman, Pablo Casals und Yo-Yo Ma ließen ihre Instrumente von ihm warten. Zu seinen größeren Arbeiten zählt die Dekoration des Cellos Marylebone von Stradivari nach dem Vorbild des einzigen verzierten Cellos des Meisters, das sich im Besitz des Museo del Prado befindet. Den Auftrag hierzu hatte ihm der Sammler historischer Streichinstrumente Herbert R. Axelrod erteilt (siehe auch Axelrod-Quartett). Die zwei Jahre währende Restaurierung von Bernard Greenhouses Cello Countess of Stanlein, einem Stradivari-Instrument von 1707, wurde Gegenstand von Nicholas Delbancos Buch The Countess of Stanlein Restored (2001). Morell starb 2011 an einer Krebserkrankung.